# Hong Kong Challenger 1999
L'Hong Kong Challenger 1999 è stato un torneo di tennis facente parte della categoria ATP Challenger Series nell'ambito dell'ATP Challenger Series 1999. Il torneo si è giocato a Hong Kong in Cina dal 18 al 24 ottobre 1999 su campi in cemento.

## Vincitori

### Singolare
Stéphane Huet ha battuto in finale  Gouichi Motomura con il punteggio di 6–4, 4–6, 6–1

### Doppio
Neville Godwin /  Michael Hill hanno battuto in finale  Mike Bryan /  Bob Bryan con il punteggio di 3–6, 7–5, 7–6